# Jose Paz
Jose Paz, argentinski general in vojaški zgodovinar, * 9. september 1782, † 22. oktober 1854.